# 제이컵 바이너
제이컵 바이너(영어: Jacob Viner, 1892년 5월 3일 - 1970년 9월 12일)는 캐나다의 경제학자로, 프랭크 나이트, 헨리 사이먼스와 더불어 1930년대에 태동한 시카고 학파의 창립자 중 한 사람이다. 그는 시카고 학파의 주요 인물로, 폴 새뮤얼슨은 그를 1860년대 이후 태어난 "경제학 분야의 미국인 성인" (American saints in economics) 중 한 명으로 꼽기도 했다.